# Kanuslalom-Weltmeisterschaften 2011
Die Kanuslalom-Weltmeisterschaften 2011 fanden vom 7. bis 11. September 2011 in Bratislava in der Slowakei statt. Veranstaltet wurden die Weltmeisterschaften vom Internationalen Kanuverband (ICF). Bratislava war zum ersten Mal Gastgeber von Kanuslalom-Weltmeisterschaften. Die Wettkämpfe werden im Kanupark "Areál Divoká Voda Bratislava-Čunovo" ausgetragen. Er hat eine Länge von 340 m und einen Höhenunterschied von 6,6 m.
Insgesamt wurden zehn Wettbewerbe ausgetragen, bei den Männern jeweils eine Einzel- und eine Mannschaftsentscheidung im Einer-Kajak K-1, Einer-Canadier C-1 und Zweier-Canadier C-2 und bei den Frauen eine Einzel- und Mannschaftsentscheidung im Einer-Kajak K-1 und im Einer-Canadier C-1. Der Mannschaftswettbewerb im C-1 der Frauen war zum ersten Mal offizieller Wettkampf einer Weltmeisterschaft. Allerdings wurden im C1 der Damen keine Mannschaftsmedaillen vergeben, weil die erforderliche Mindestteilnehmerzahl (6 Mannschaften) nicht erreicht wurde.
Probleme gab es zunächst mit den Wetterbedingungen. Aufgrund starker Winde mussten die ersten beiden Wettkampftage abgesagt werden, das Programm konnte aber schließlich an den letzten drei Wettkampftagen durchgeführt werden.
Die Weltmeisterschaft war Hauptqualifikationswettkampf für die Kanuslalom-Wettbewerbe der Olympischen Sommerspiele 2012. Die Mehrheit aller Quotenplätze wurden hier vergeben.

## Ergebnisse

### Männer

#### Canadier
| Wettbewerb | Gold | Punkte | Silber                                                                                              | Punkte | Bronze | Punkte |
| C-1        | Denis Gargaud Chanut                                                                                           | 101,14 | Nico Bettge                                                                                         | 103,83 | Matej Beňuš | 103,91 |
| C-1 Team   | SlowakeiMichal Martikán Alexander Slafkovský Matej Beňuš                                                       | 109,97 | DeutschlandJan Benzien Sideris Tasiadis Nico Bettge                                                 | 114,95 | TschechienStanislav Ježek Vítězslav Gebas Tomáš Indruch                                                        | 115,74 |
| C-2        | SlowakeiPavol Hochschorner Peter Hochschorner                                                                  | 106,76 | FrankreichDenis Gargaud Chanut Fabien Lefèvre                                                       | 107,49 | SlowakeiLadislav Škantár Peter Škantár                                                                         | 109,86 |
| C-2 Team   | FrankreichDenis Gargaud Chanut Fabien Lefèvre Gauthier Klauss Matthieu Péché Pierre Labarelle Nicolas Peschier | 127,27 | SlowakeiPavol Hochschorner Peter Hochschorner Ladislav Škantár Peter Škantár Tomáš Kučera Ján Bátik | 127,94 | Vereinigtes KönigreichDavid Florence Richard Hounslow Timothy Baillie Etienne Stott Rhys Davies Matthew Lister | 129,51 |

#### Kajak
| Wettbewerb | Gold                                                        | Punkte | Silber                                              | Punkte | Bronze                                                 | Punkte |
| K-1        | Peter Kauzer                                                | 96,01  | Mateusz Polaczyk                                    | 97,22  | Fabien Lefèvre                                         | 98,89  |
| K-1 Team   | DeutschlandSebastian Schubert Alexander Grimm Hannes Aigner | 110,79 | FrankreichBoris Neveu Vivien Colober Fabien Lefèvre | 111,83 | ItalienDaniele Molmenti Giovanni De Gennaro Omar Raiba | 112,44 |

### Frauen

#### Canadier
| Wettbewerb | Gold                                                 | Punkte | Silber                                               | Punkte | Bronze                                             | Punkte |
| C-1        | Kateřina Hošková                                     | 138,58 | Cen Nanqin                                           | 140,13 | Katarína Macová                                    | 140,24 |
| C-1 Team   | AustralienJessica Fox Rosalyn Lawrence Leanne Guinea | 179,44 | Volksrepublik ChinaXu Yanru Teng Qianqian Cen Nanqin | 194,69 | DeutschlandMira Louen Michaela Grimm Lena Stöcklin | 230,51 |

#### Kajak
| Wettbewerb | Gold                                          | Punkte | Silber                                                          | Punkte | Bronze                                                   | Punkte |
| K-1        | Corinna Kuhnle                                | 108,05 | Jana Dukátová                                                   | 113,33 | Maialen Chourraut                                        | 113,58 |
| K-1 Team   | SlowakeiElena Kaliská Jana Dukátová Dana Mann | 131,90 | TschechienŠtěpánka Hilgertová Irena Pavelková Kateřina Kudějová | 132,25 | DeutschlandJasmin Schornberg Melanie Pfeifer Claudia Bär | 134,77 |

## Medaillenspiegel
| Platz  | Land                   | Gold | Silber | Bronze | Gesamt |
| ------ | ---------------------- | ---- | ------ | ------ | ------ |
| 1      | Slowakei               | 3    | 2      | 3      | 8      |
| 2      | Frankreich             | 2    | 2      | 1      | 5      |
| 3      | Deutschland            | 1    | 2      | 1      | 4      |
| 4      | Tschechien             | 1    | 1      | 1      | 3      |
| 5      | Österreich             | 1    | -      | -      | 1      |
|        | Slowenien              | 1    | -      | -      | 1      |
| 7      | Volksrepublik China    | -    | 1      | -      | 1      |
| 8      | Polen                  | -    | 1      | -      | 1      |
| 9      | Spanien                | -    | -      | 1      | 1      |
|        | Vereinigtes Königreich | -    | -      | 1      | 1      |
|        | Italien                | -    | -      | 1      | 1      |
| Gesamt | Gesamt                 | 10   | 10     | 10     | 30     |